# ساووالیا
ساووالیا (به لاتین: Sauvälja) یک روستا در استونی است که در دهستان تامسالو واقع شده‌است.